# Лешко, Юлия Альбертовна
Юлия Лешко (род. 2 мая, Нижний Тагил, Свердловская область) — белорусская писательница, киносценарист, публицист, литературный редактор журнала «На экранах» в Беларуси.

## Биография
Юлия Лешко окончила факультет журналистики Белорусского государственного университета.
С 1986 года работала в газете «Кинонеделя Минска».
С 1993 года по настоящее время работает литературным редактором в журнале «На экранах».
С 2000 года — Член Белорусского Союза кинематографистов.
В 2000 году на сценарном конкурсе, проводимом Министерством культуры Республики Беларусь, Национальной киностудией «Беларусьфильм» и Белорусским Союзом кинематографистов, сценарий Юлии Лешко «Сверкающий красный шарик» (по повести «Подружка Осень») получил диплом с формулировкой «Надежда».
В 2001 году сценарий «Сверкающий красный шарик» получил Диплом Международного кинофорума «Золотой Витязь».
В 2002 г. по сценарию «Сверкающий красный шарик» снят телесериал «Подружка Осень», за который на 4-м Национальном фестивале белорусских фильмов в Бресте Юлия Лешко была удостоена приза «Хрустальный Аист» в номинации «Лучший сценарий».
В 2003 году по сценарию Юлии Лешко «Миксер и Ёлочка» был снят четырёхсерийный телефильм «Нежная зима», имевший высокий зрительский рейтинг. Главные роли исполнили актёр из Санкт-Петербурга Игорь Ботвин и белорусская актриса и телеведущая Светлана Боровская.
В 2006 году режиссёр Александр Ефремов по сценарию Юлии Лешко снял двухсерийный фильм «Рифмуется с любовью…». Картина получила ряд наград на различных кинофорумах.
В том же 2006 году московская кинокомпания «Арчи-Продакшн» на базе «Беларусьфильма» экранизировала повесть «Тадж-Махал». Картина называется «Терминальные состояния».
В 2011 году в серии «Кинороман» издательства «Регистр» вышла книга «Ангел в темноте», прообразом одной из героинь которой послужила телеведущая и актриса Светлана Боровская.
В феврале 2013 года на XX минской международной книжной выставке-ярмарке издательство «Регистр» презентовало новую книгу Юлии Лешко «Мамочки мои… или Больничный Декамерон», также из серии «Кинороман». Эта книга родилась из киносценария, написанного Юлией Лешко для 12-серийного телефильма «Ой, ма-мо-чки!..», чтобы частично восстановить те линии, которые по разным причинам потерялись в экранной версии.
В настоящее время Юлия Лешко продолжает работу в качестве литературного редактора журнала «На экранах».
В 2014 году вышла книга «Лица счастья. Имена любви».
В 2014 году — член жюри литературного конкурса для начинающих авторов «Первая глава», проводимого издательством «Регистр» при поддержке Министерства информации Республики Беларусь.

## Фильмография (сценарии)
- Подружка Осень (2002, мини-сериал)
- Нежная зима (2005, мини-сериал)
- Рифмуется с любовью (2006)
- Свет мой (2007)
- Ой, ма-моч-ки!" (2012, сериал)